# Бен-Давид, Михаэль
Михаэль Бен-Давид (ивр. מיכאל בן דוד‎; родился 26 июля 1996 года) — израильский певец, который представил Израиль на Евровидении 2022.

## Жизнь и карьера
Михаэль родился в 1996 году вторым из шести братьев и сестёр в семье грузинских евреев, матери и отца, иммигрировавших в Израиль из Украины. Начал брать уроки вокала и изучать танцы под руководством израильского хореографа Оза Морага в молодом возрасте. Работал поющим официантом в баре Тель-Авива. После завершения обязательной военной службы поступил в школу исполнительских искусств Бейт-Цви, которая выпустила ряд бывших израильских артистов Евровидения, таких как Рита, Шири Маймон и Харель Скаат, окончив школу в 2020 году. Во время учёбы в школе играл в спектаклях и мюзиклах.

### X Factor Israel и Евровидение 2022
В октябре 2021 года Бен-Давид прошёл прослушивание в The X Factor Israel, которое используется для выбора представителя Израиля на конкурсе песни Евровидение. После успешного прослушивания попал в пару с победительницей Евровидения и израильской поп-звездой Неттой. Во время шоу он исполнил несколько песен, в том числе песню ABBA «Gimme! Gimme! Gimme! (A Man After Midnight)», «Idontwannabeyouanymore» Билли Айлиш и «It’s a Sin» Pet Shop Boys. Бен-Давид выиграл финал со своей песней «I.M» и представил Израиль на Евровидении 2022, где во втором полуфинале не прошёл в финал.

## Личная жизнь
По состоянию на 2022 год Бен-Давид состоит в отношениях с Роем Рамом, с которым он познакомился во время учёбы в Бейт-Цви, в течение трёх лет. Пара вместе снялась в ряде мюзиклов, таких как «Тысяча и одна ночь» и «Царь Соломон и сапожник Шломо», а также в фарсе «Кухня». Рам всё ещё работает в мире музыкального театра, работая над туром 2022 года по адаптации «Волшебника страны Оз» Л. Фрэнка Баума.